# Harawiec (rejon borysowski)
Harawiec (biał. Гаравец; ros. Горавец, Gorawiec) – wieś na Białorusi, w obwodzie mińskim, w rejonie borysowskim, w sielsowiecie Msciż. W 2009 roku liczyła 57 mieszkańców.